# Parapoynx obscuralis
Parapoynx obscuralis là một loài bướm đêm trong họ Crambidae.